# 1901年美國
|        | 美國歷史 \| 美國歷史年表                                                                                                   |
| 世紀： | 19世紀美國 \| 20世紀美國 \| 21世紀美國                                                                                     |
| 年代： | 1870年代美國 \| 1880年代美國 \| 1890年代美國 \| 1900年代美國 \| 1910年代美國 \| 1920年代美國 \| 1930年代美國               |
| 年份： | 1897年美國 \| 1898年美國 \| 1899年美國 \| 1900年美國 \| 1901年美國 \| 1902年美國 \| 1903年美國 \| 1904年美國 \| 1905年美國 |
| 紀年： | 美国独立125周年 |

## 聯邦政府

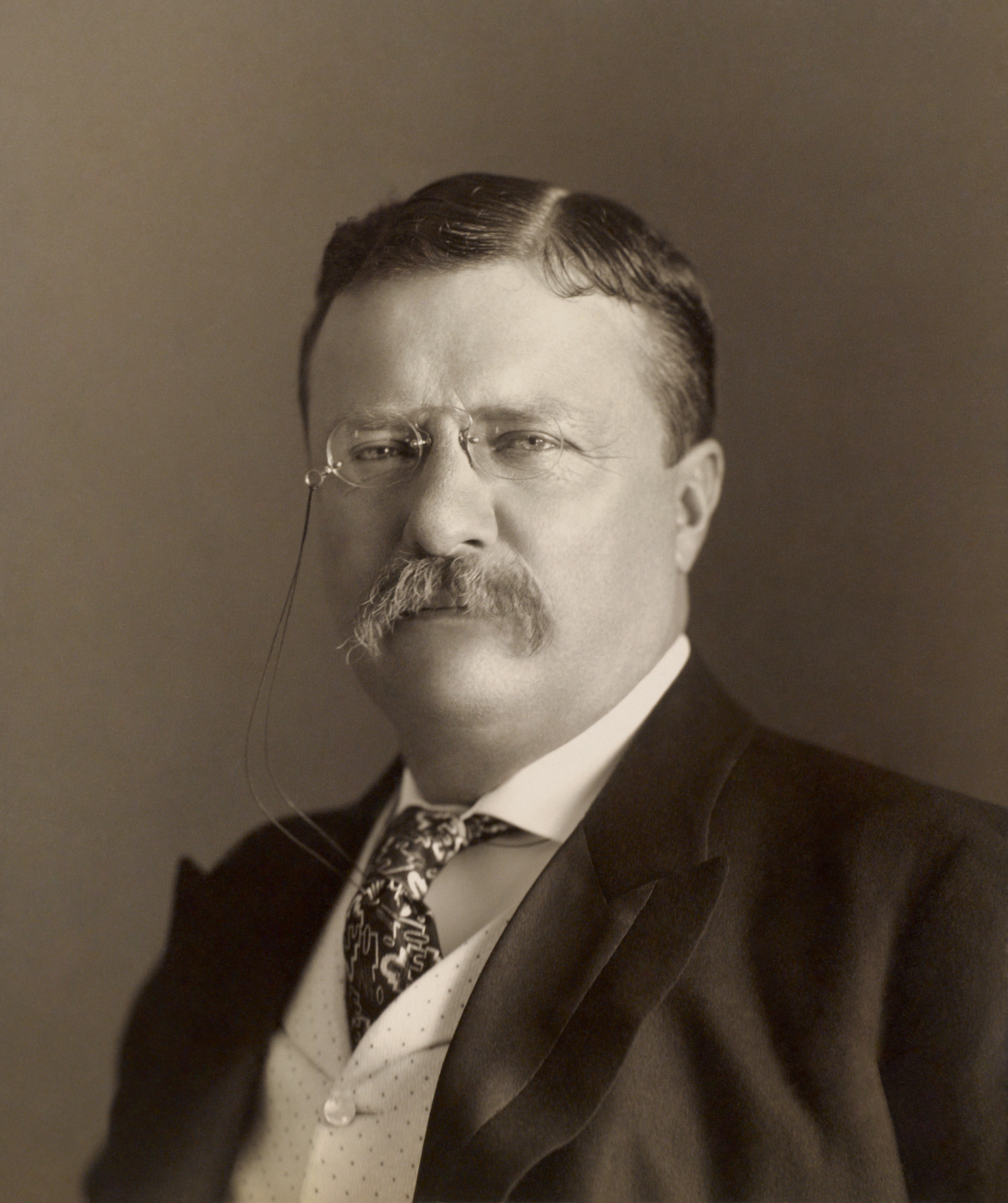
總統：西奥多·罗斯福（副總統繼任）
副總統：空缺
參議院議長：空缺
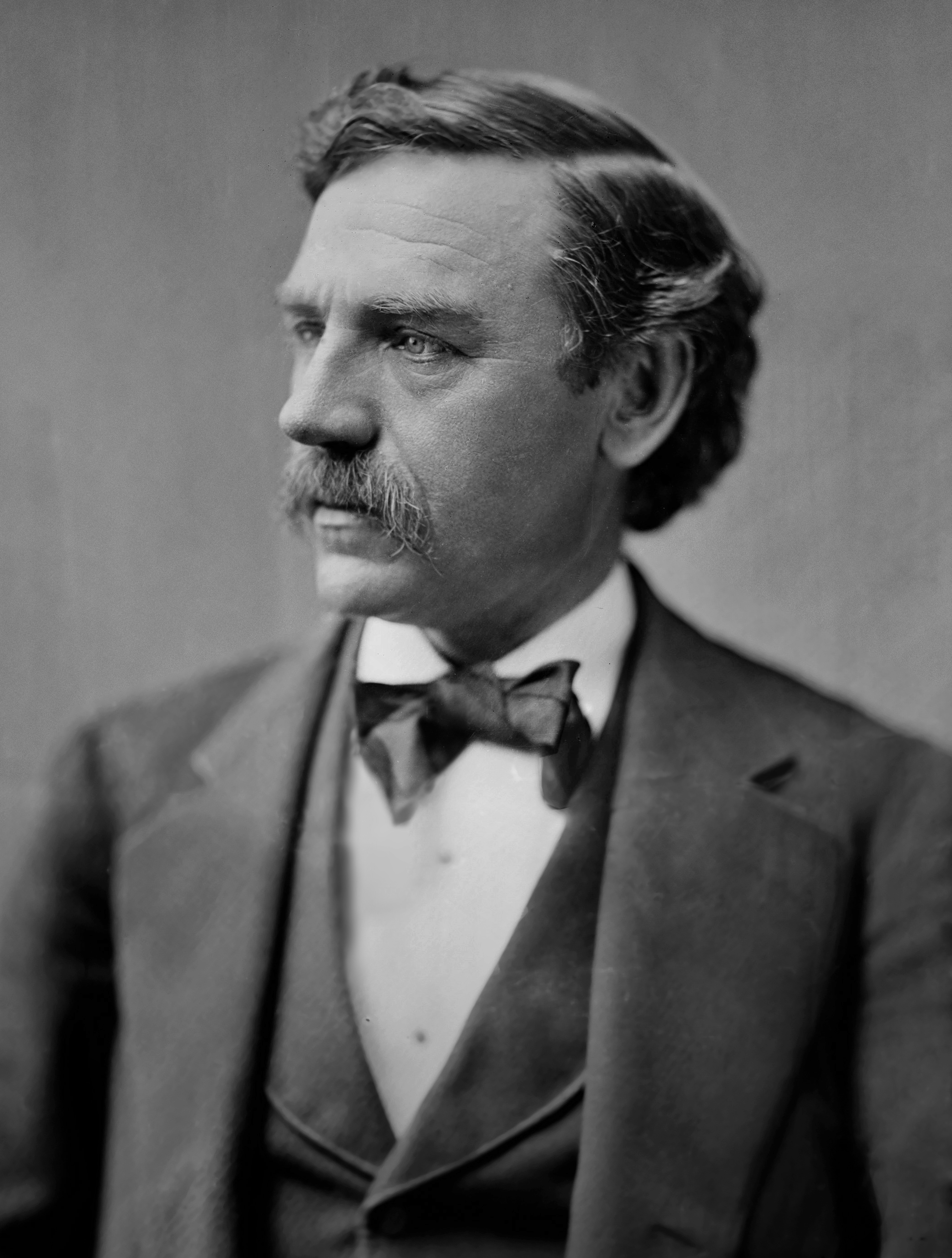
參議院臨時議長：威廉·P·弗萊
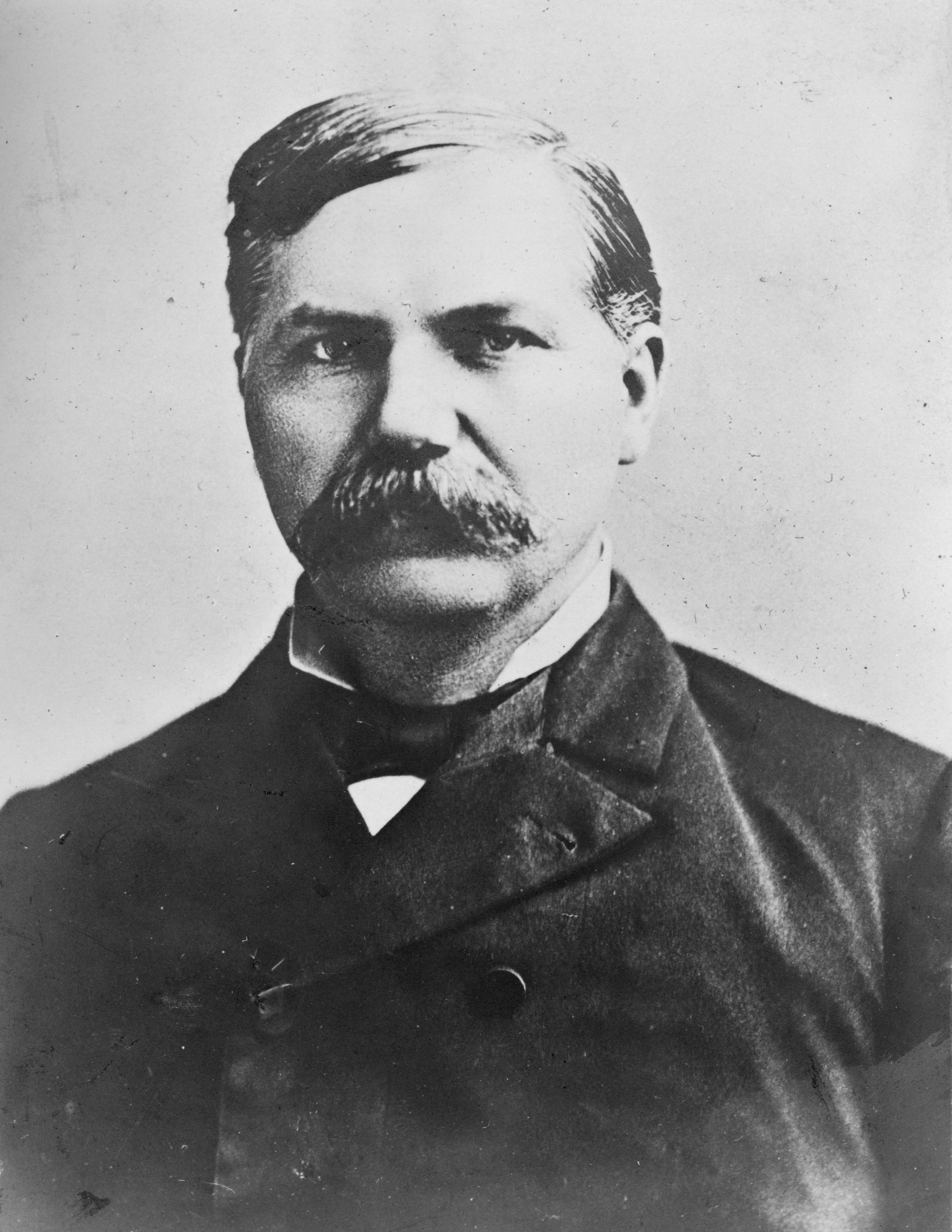
眾議院議長：戴維·布雷姆納·亨德森
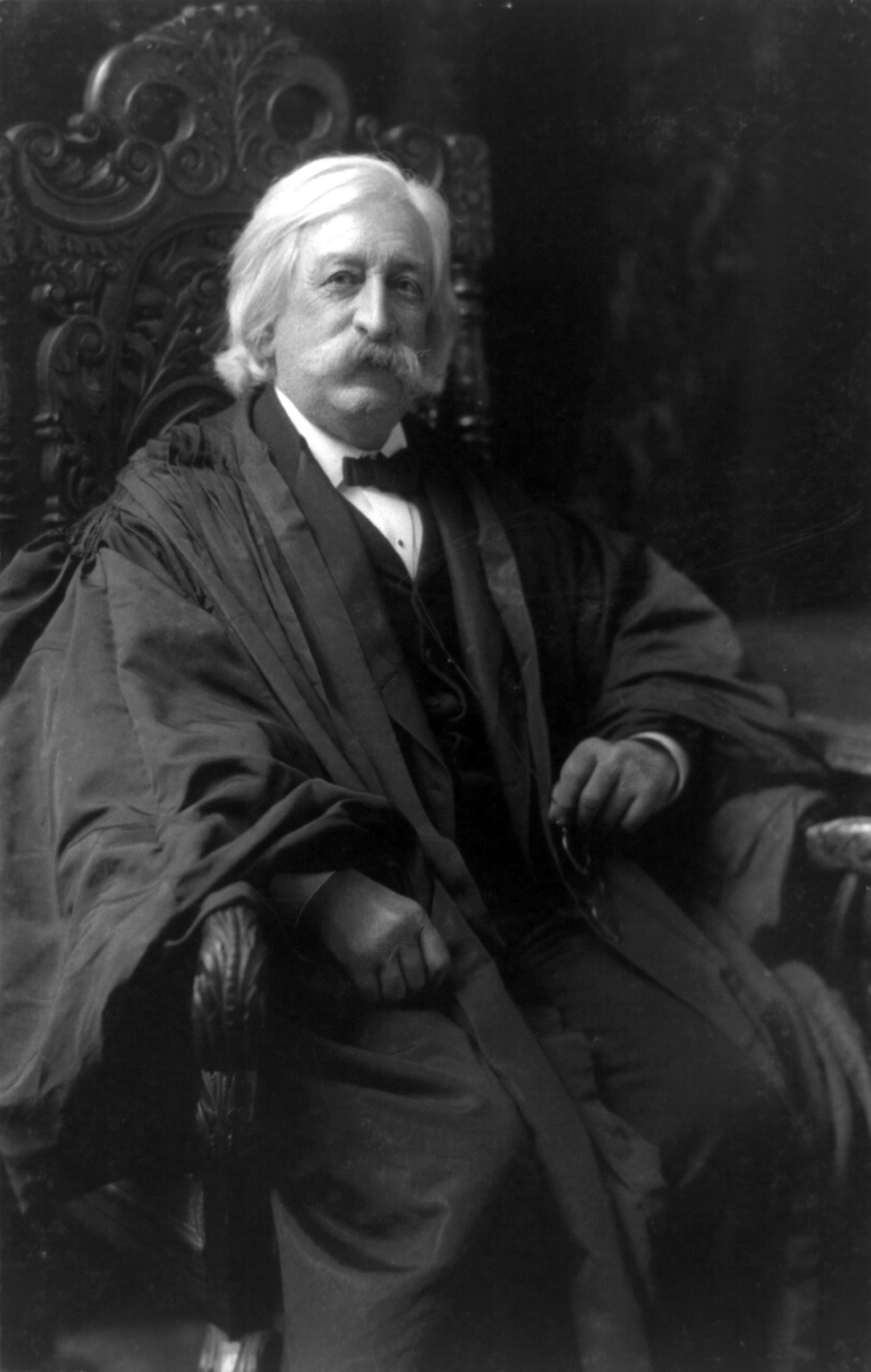
首席大法官：梅尔维尔·富勒

### 成員變動

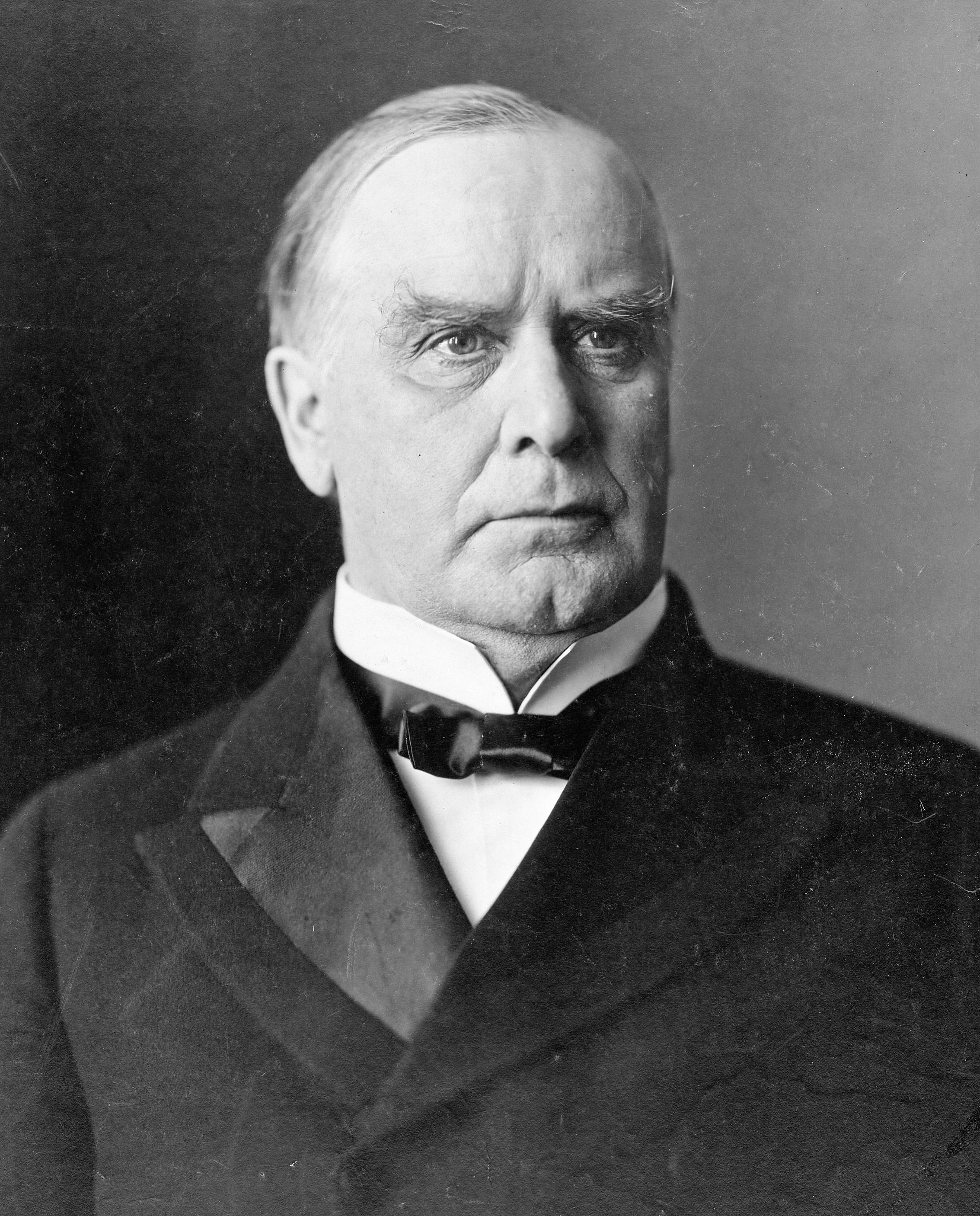
總統：威廉·麦金莱（遇刺身亡）
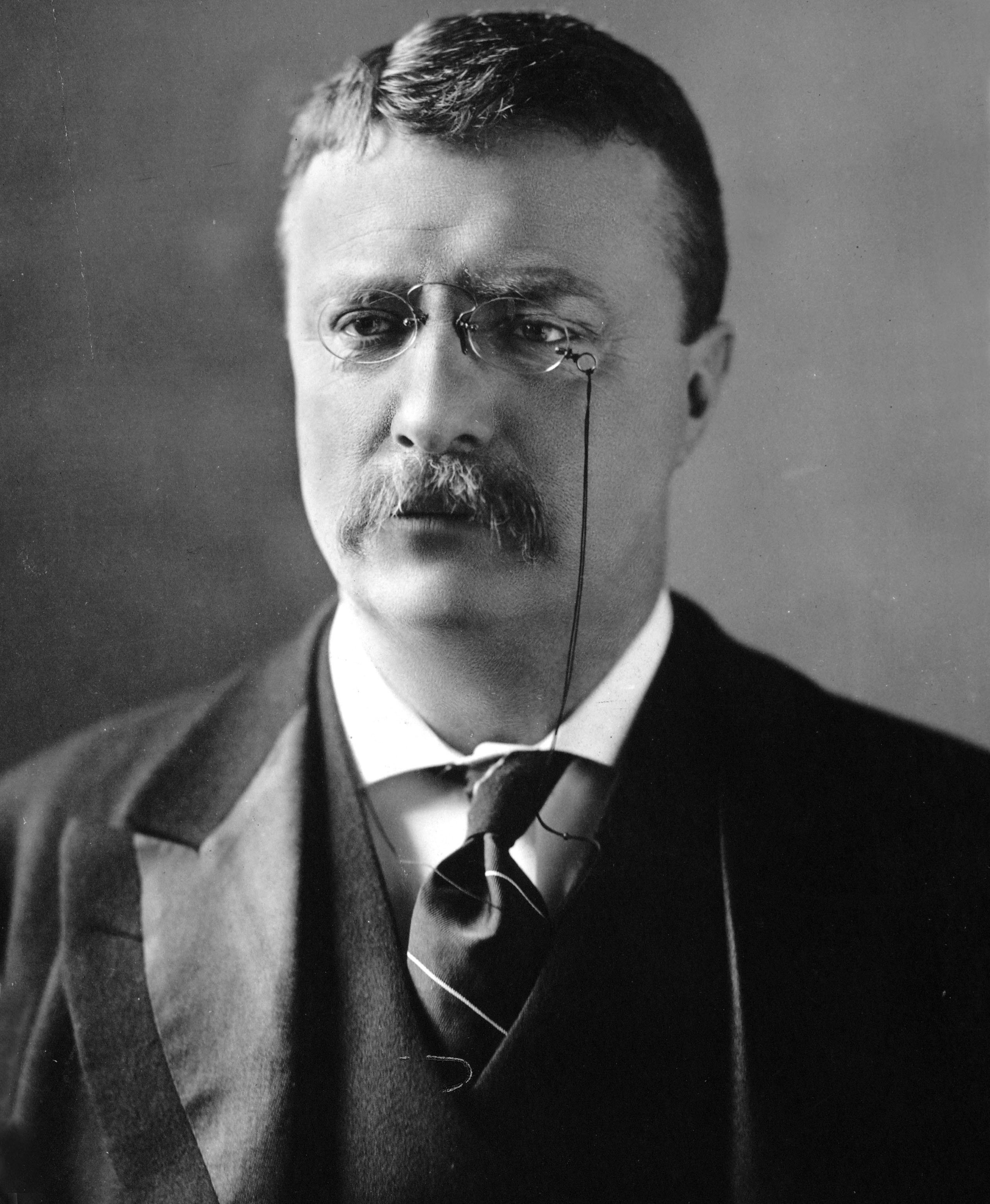
副總統：西奧多·羅斯福（繼任總統）
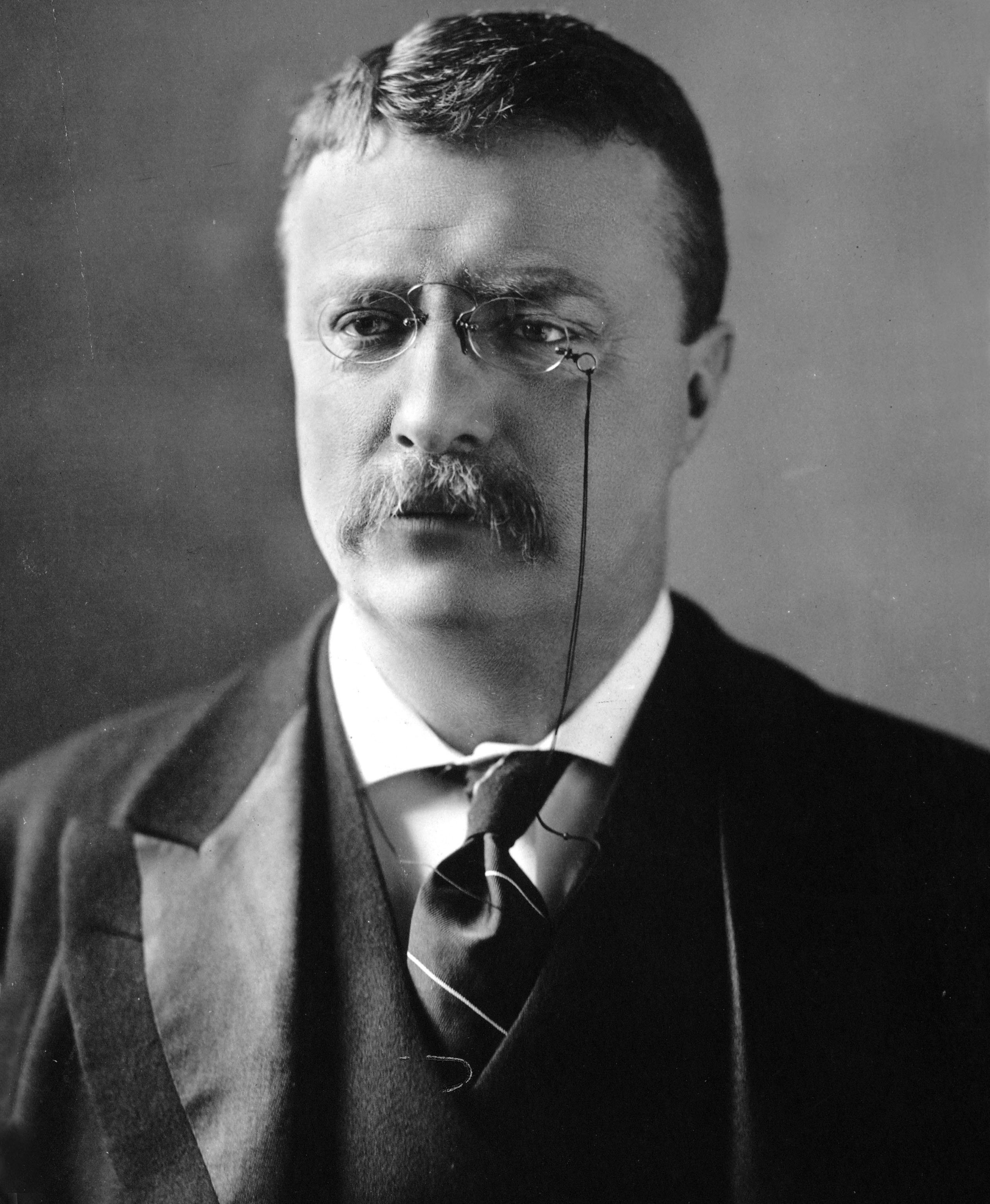
參議院議長：西奧多·羅斯福（繼任總統）

## 大事记
- 1月25日——美国众议院提出法案禁止中国移民入境。
- 6月12日——古巴成為美國的保護國。
- 9月7日——中国与英国、美国、俄罗斯、德国、日本、奥地利、法国、意大利、西班牙、荷兰和比利时签定《辛丑条约》。
- 9月14日——西奥多·罗斯福当任美国总统
- 紐約洋基隊成立

## 出生
- 2月1日——
  - 弗朗科·巴克爾斯，美國最後1名一戰老兵（2011年逝世）
  - 克拉克·蓋博，美國男演員（1960年逝世）
- 2月19日——佛蘿倫絲·格林，最後一位在世的第一次世界大戰老兵（2012年逝世）
- 2月28日——萊納斯·鮑林，美国化学家（1994年逝世）
- 3月3日——克勞德·喬勒斯，第一次世界大戰僅存老兵（2011年逝世）
- 12月5日——華特·迪士尼，美国动画片画家和导演（1966年逝世）

## 逝世
- 3月13日——本杰明·哈里森，美国总统（出生1833年）
- 9月14日——威廉·麦金莱，美国总统（出生1843年）

## 外部連結
- 维基共享资源上的相關多媒體資源：1901年美國